# Dóczi Tamás
Dóczi Tamás Péter (Szeged, 1949. szeptember 25. –) Széchenyi-díjas magyar orvos, idegsebész, egyetemi tanár, a Magyar Tudományos Akadémia rendes tagja. Kutatási területe az idegsebészet, ezen belül az agyi térfogat-szabályozás és a minimálisan invazív sebészeti eljárások. 1992 és 2014 között a Pécsi Tudományegyetem (2000-ig Pécsi Orvostudományi Egyetem) Idegsebészeti Klinikájának tanszékvezető egyetemi tanára.

## Életpályája
1967-ben érettségizett, majd felvették a Szegedi Orvostudományi Egyetem Általános Orvostudományi Karára, ahol 1973-ban szerzett orvosi diplomát. Ezt követően az egyetemen a II. számú Sebészeti Klinikáján kapott állást, ahol 1977-ben általános sebészeti szakvizsgát tett. 1978–79-ben a londoni, idegi betegségekre specializált National Hospital for Nervous Diseases orvosa. Hazatérése után visszatért a szegedi II. számú Sebészeti Klinikára, immár adjunktusként. 1980-ban szerezte idegsebészeti szakvizsgáját. 1990–91-ben a Zürichi Egyetemi Klinikán idegsebész főorvos volt. 1992-től a Pécsi Orvostudományi Egyetem Idegsebészeti Klinikájának tanszékvezetőjévé nevezték ki, egyetemi tanári beosztásban. A tanszéket az egyetem 2000-es reorganizációja (a Janus Pannonius Tudományegyetemmel való összevonás) után is megtartotta. A tanszék vezetését 2014 végén adta át, így összesen huszonkét évig irányította az Idegsebészeti Klinika munkáját. 2015-től a klinikán egyetemi tanár. 1997 és 2000 között Széchenyi professzori ösztöndíjjal kutatott.
1982-ben védte meg az orvostudomány kandidátusi, 1994-ben akadémiai doktori értekezését. Az MTA Klinikai Idegtudományi Bizottságának lett tagja, ezenkívül a Klinikai Műtéti Bizottság és a Klinikai Bizottság tagja. 2001 és 2004 között az akadémia közgyűlési képviselője volt. 2007-ben a Magyar Tudományos Akadémia levelező, 2013-ban rendes tagjává választották. Akadémiai tevékenységén túl a tudományos közélet más területein is aktív: 1990 és 1995 között a Magyar Idegsebész Társaság főtitkára, 2003 és 2005 között a Magyar Gerincgyógyászati Társaság elnöke volt, emellett 2006-ban a Magyar Idegsebészeti Társaság elnökévé választották. Nemzetközi színtéren a European Association of Neurossurgical Societies kutatási bizottság tagja (1987–1995), majd 1999-ig elnöke, 2003-ig pedig alelnöke volt. 2007 és 2010 között pedig a tagi bizottság elnökeként tevékenykedett. 1984-ben az amerikai Congress of Neurological Surgeons, 1994-ben az Academia Eurasiana Neurochirurgica, 1996-ban a német Arbeitsgemeinschaft der deutschprachigen neurointensiv Therapeuten tagja lett. Emellett az Acta Neurochirurgia és a Neurosurgical Reviews című folyóiratok szerkesztőbizottságaiba is bekerült. Több mint százhúsz tudományos közlemény szerzője vagy társszerzője. Publikációit magyar, angol és német nyelven adja közre.

## Főbb publikációi
- Successful removal of an intrapontine haematoma (társszerző, 1979)
- Syndrome of inappropriate secretion of antidiuretic hormone after subarachnoid hemorrhage (társszerző, 1981)
- Brain water accumulation after central administration of vasopressin (társszerző, 1982)
- The pathogenetic and prognostic significance of blood-brain barrier damage at the acute stage of aneurysmal subarachnoid haemorrhage (1985)
- Blood-brain-barrier damage during the acute stage of subarachnoid hemorrhage, as exemplified by a new animal-model (társszerző, 1986)
- Tumors of the limbic and paralimbic systems (társszerző, 1992)
- Significance of the rate of systemic change in blood pressure on the short-term autoregulatory response in normotensive and spontaneously hypertensive rats (társszerző, 1993)
- Az agy térfogatszabályozása (akadémiai doktori értekezés, 1994)
- Biportal endoscopic management of third ventricle tumors in patients with occlusive hydrocephalus: Technical note (társszerző, 1997)
- Increased aquaporin-4 immunoreactivity in rat brain in response to systemic hyponatremia (társszerző, 2000)
- Delayed onset of brain edema and mislocalization of aquaporin-4 in dystrophin-null transgenic mice (társszerző, 2002)
- Preinjury administration of the calpain inhibitor mdl-28170 attenuates traumatically induced axonal injury (társszerző, 2003)
- In vivo brain edema classification: New insight offered by large b-value diffusion-weighted MR imaging (társszerző, 2007)
- Nanophase separation in segmented polyurethane elastomers: Effect of specific interactions on structure and properties (társszerző, 2008)
- Genome-wide association study of intracranial aneurysm identifies three new risk loci (társszerző, 2010)
- Update on protein biomarkers in traumatic brain injury with emphasis on clinical use in adults and pediatrics (társszerző, 2010)
- Brain injury biomarkers may improve the predictive power of the IMPACT outcome calculator (társszerző, 2012)

## Díjai, elismerései
- Európai Idegsebészeti Társaságok Szövetségének Upjohn-díja (1984)
- Kiváló orvos (1984)
- Pro Communitate díj Pécs (1994)
- Szentágothai János-díj (2000)
- Ipolyi Arnold-díj (2008)
- Szent-Györgyi Albert-díj (2010)[2]
- A Magyar Érdemrend középkeresztje (2015)
- Széchenyi-díj (2017)
- Prima-díj (2024)

- Tüke-díj (2024)